# 3922 Heather
3922 Heather è un asteroide della fascia principale del diametro medio di circa 20,08 km. Scoperto nel 1971, presenta un'orbita caratterizzata da un semiasse maggiore pari a 3,1317646 UA e da un'eccentricità di 0,2045017, inclinata di 2,01704° rispetto all'eclittica.